# Tim Rooney
Tim Rooney (4 de enero de 1947-23 de septiembre de 2006) fue un actor estadounidense, que también trabajó como actor de voz. Era el segundo hijo del actor Mickey Rooney y estaba afectado por una enfermedad denominada dermatomiositis

## Resumen biográfico
Su nombre completo era Timothy Hayes Rooney, y nació en Birmingham (Alabama). Su madre, Betty Jane Rase, había sido Miss Alabama y era cantante, actuando con el nombre artístico de B.J. Baker.
Entre los filmes en los que actuó figuran Village of the Giants y Riot on Sunset Strip. Además trabajó para diversos programas y series televisivas, como Maverick, Dr. Kildare, Gidget, Bewitched, Dragnet y el show de dibujos animados Mister T, en el cual actuó como actor de voz.
Entre 1964 y 1965, trabajó junto a su padre en la serie Mickey, una sitcom de la ABC sobre una familia directora de un hotel en Newport Beach, California. Su papel era el de Timmy Grady, y Mickey Rooney actuaba como Mickey Grady. Emmaline Henry era su madre, Nora Grady.
Tim Rooney falleció en Hemet, California, en 2006, por complicaciones de su enfermedad, en el mismo día en que su padre cumplía 86 años.